# Mengen
Mengen  é uma cidade da Alemanha localizada no distrito de Sigmaringen, região administrativa de Tubinga, estado de Baden-Württemberg.

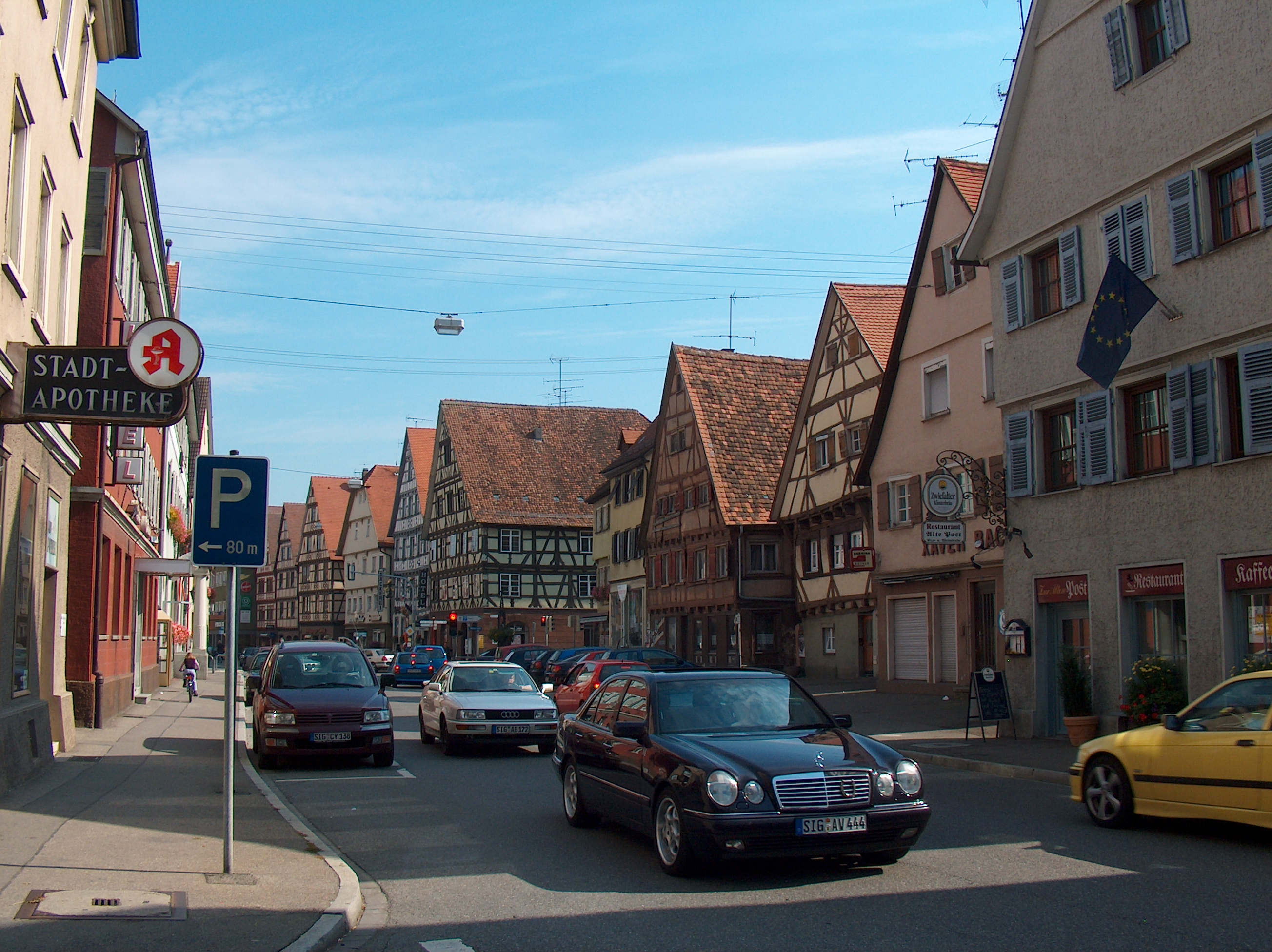
Centro de Mengen